# Gasthaus Adler (Lauchringen)

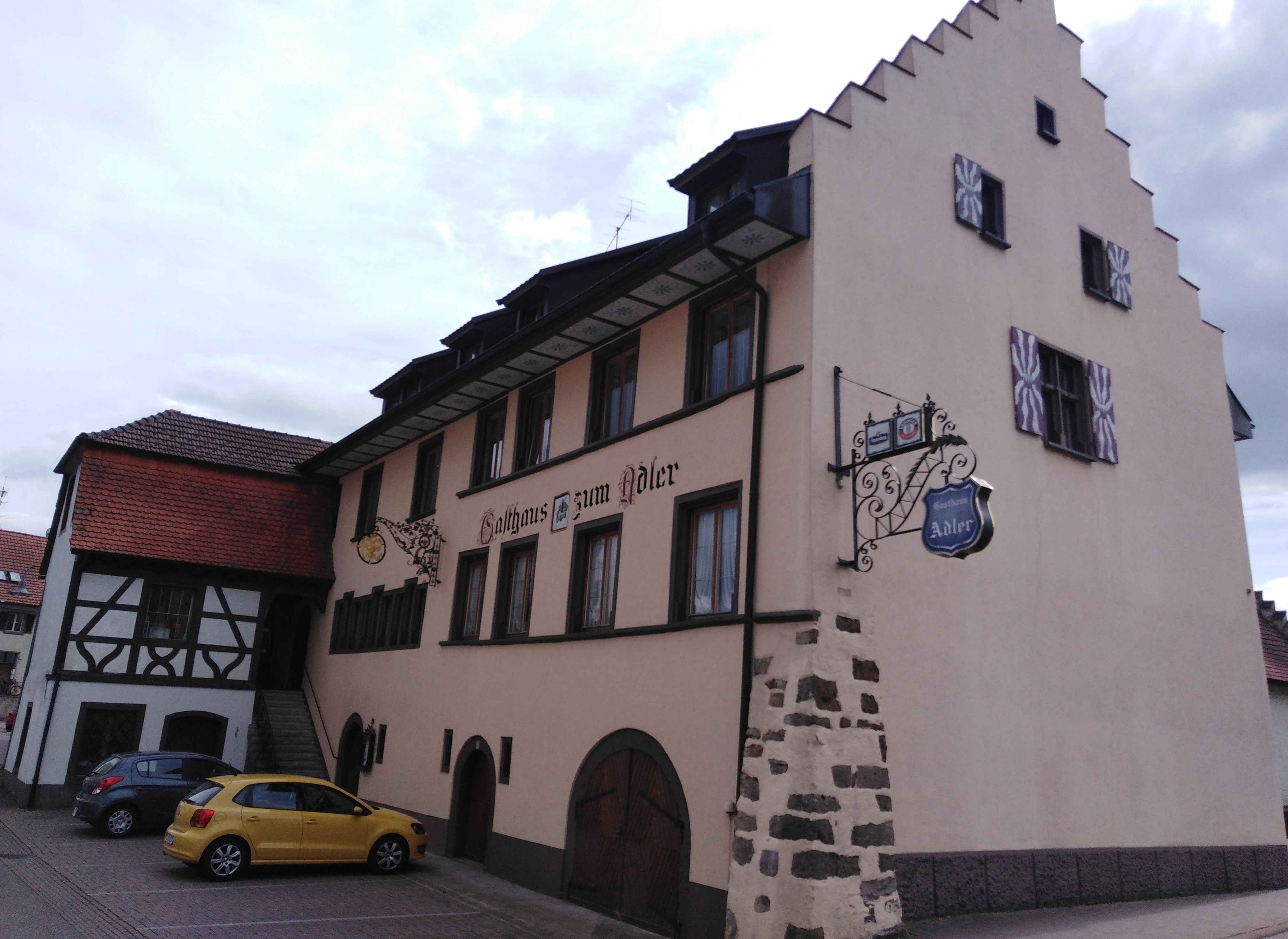
Der Gasthof zwischen Hochrhein und Südschwarzwald

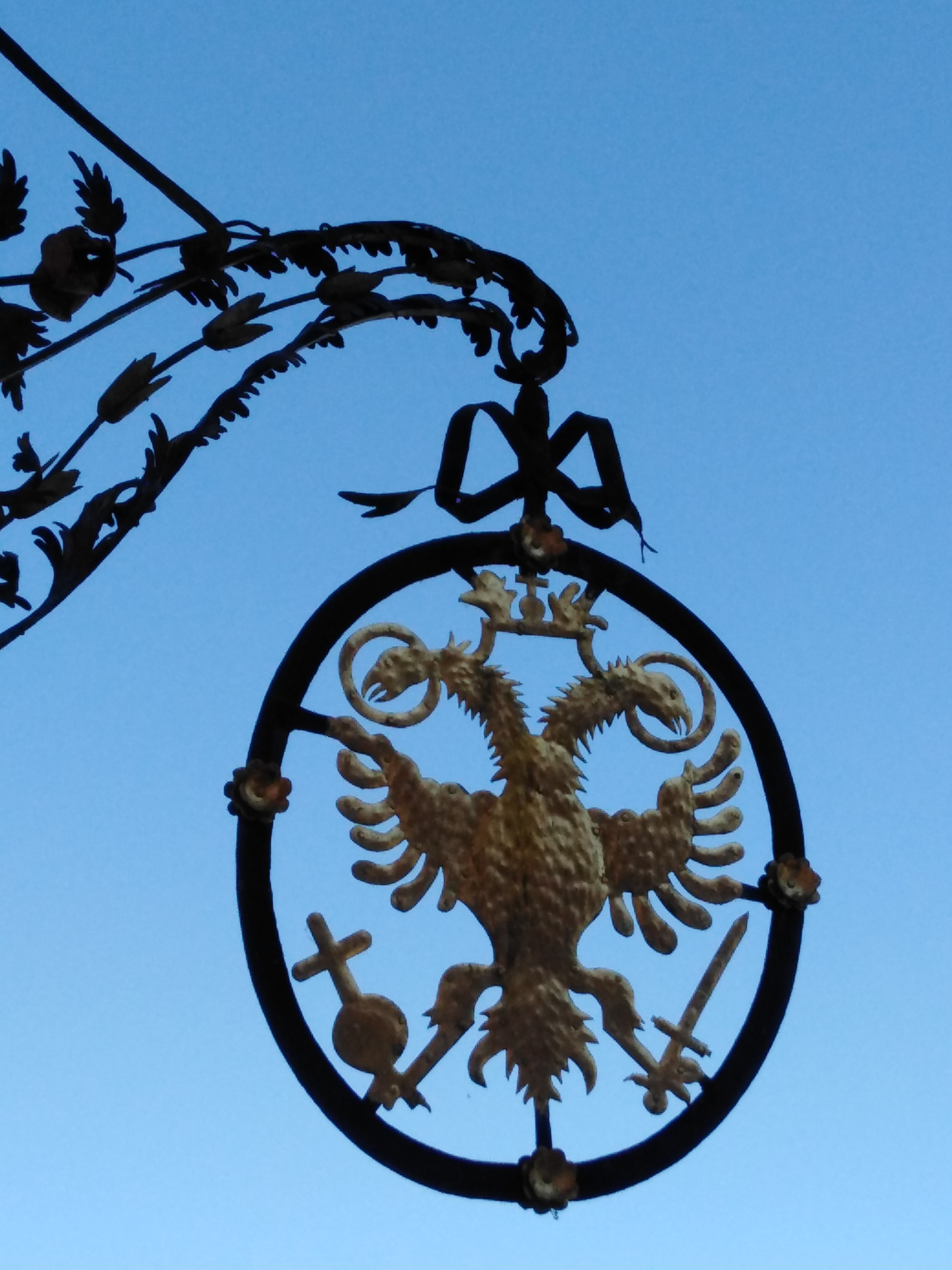
Der Doppeladler als Kaisersymbol Österreichs

Das Gasthaus Adler in Oberlauchringen im Landkreis Waldshut in Baden-Württemberg ist im 1303 bis 1308 erstellten Habsburger Urbar genannt und zählt damit zu den ältesten urkundlich nachweisbaren Gaststätten in Deutschland. Die Gastwirtschaft führt heute noch den Doppeladler, der dem Kaisertum Österreich entstammt und auf die Funktion als Posthalterei der Kaiserlichen Reichspost zurückzuführen ist. Das Gasthaus Adler wurde der Überlieferung zufolge ununterbrochen bewirtschaftet und wird seit 1988 von dem Ehepaar Peter und Maria Hartmann geführt. Seit 1910 befindet sich die Gaststätte in Familienbesitz.
Im September 2021 fand die Weiterführung des Betriebs in fünfter Familiengeneration durch die Söhne des Ehepaars Hartmann, Daniel und Michael Hartmann, im Zusammenhang mit der Erweiterung durch einen Hoteltrakt statt.

## Lage und Bauwerk
Der Adler Lauchringen liegt in der Nähe der Grenze zur Schweiz, die durch den Hochrhein gebildet wird, unweit der Zusammenführung der Bundesstraßen 34 und 314 an einem Flussübergang der Wutach, der für seine Geschichte bestimmend war. Im nahen Umfeld liegt die Ruine der Küssaburg.
Das Bauwerk in seiner derzeitigen Form besteht seit 1578, seit einem Umbau zur Einrichtung als Posthalterei der von Rudolf II. auf Vorschlag der Augsburger Kaufmannschaft geplanten Kaiserlichen Reichspost. Bis dahin wird der Adler Station der habsburgischen Postlinie für den Kurs Wien – Innsbruck – Freiburg gewesen sein. Die Kaiserliche Reichspost übernahm alle Kurse ab 1597 unter der Leitung der Familie Thurn und Taxis.

„Das unter Denkmalschutz stehende stattliche Wirtsgebäude mit der handwerklich gediegen gearbeiteten gotischen Fensterfront und den aufragenden Treppengiebeln, das aus dem 16. Jahrhundert stammt, worauf […] ein Wappenschild mit ruhendem Löwen und der Jahreszahl 1578 hinweisen, erfuhr [1742] durch J. B. Württenberger bauliche Verbesserungen.“

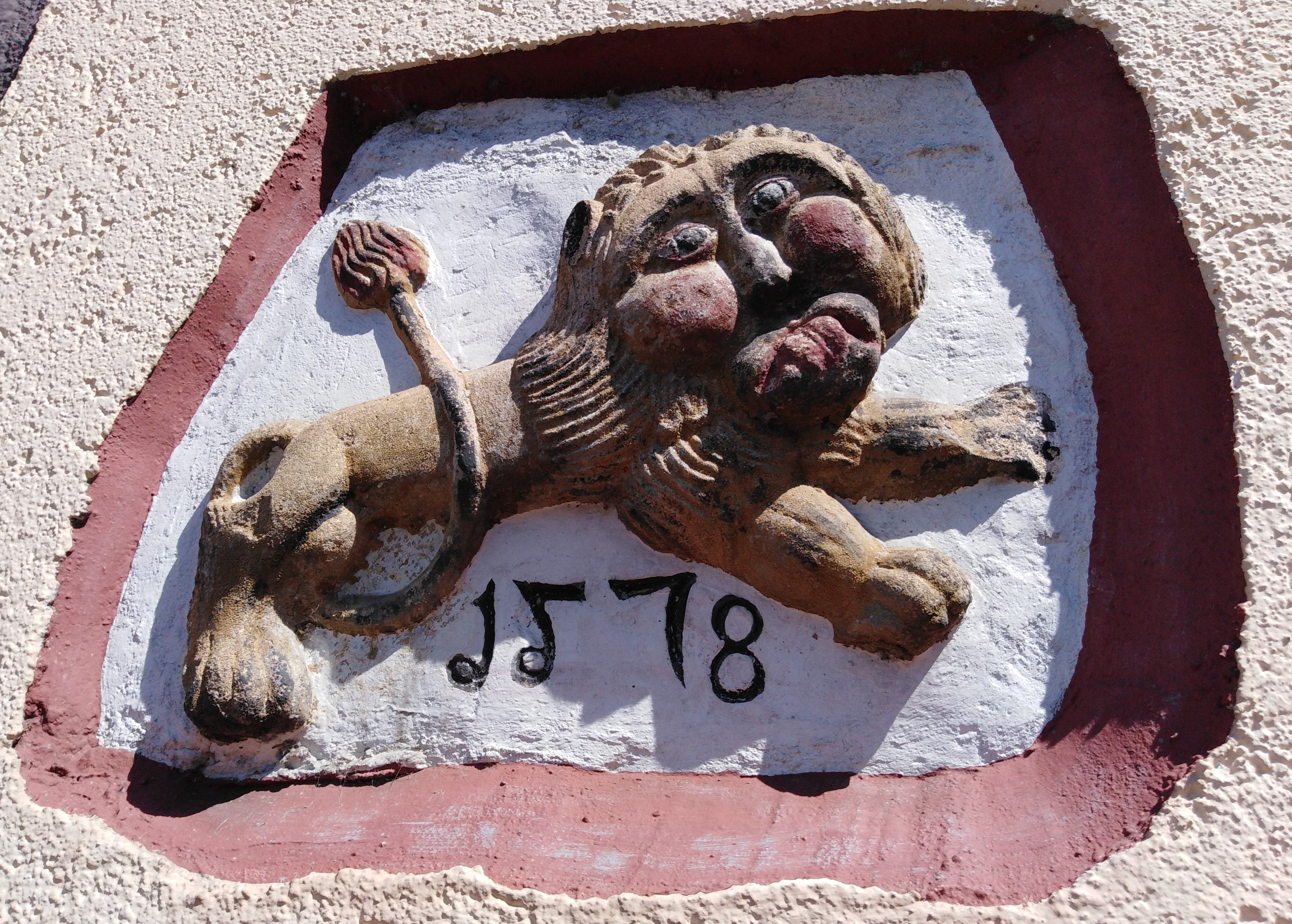
Löwe als Hinweis auf den Bauherren des Umbaus zur Poststation

Unter den Besitzern Peter und Maria Hartmann „reifte schon früh der Gedanke, Teile der Gaststätte zu modernisieren und das angebaute Nachbarhaus Herzog in die [Hotel-]Umbaupläne einzubeziehen.“ Peter Hartmann: „‚Gastronomie in unserer [bisherigen] Größe (hat) keine Zukunftschancen […] Neue Zimmer sind hohe Investitionen, doch die Rendite ist besser.“ […] Die bestehende Gastwirtschaft bleibt wie sie ist. Sie wird lediglich mit Durchgängen mit dem neuen Teil verbunden.

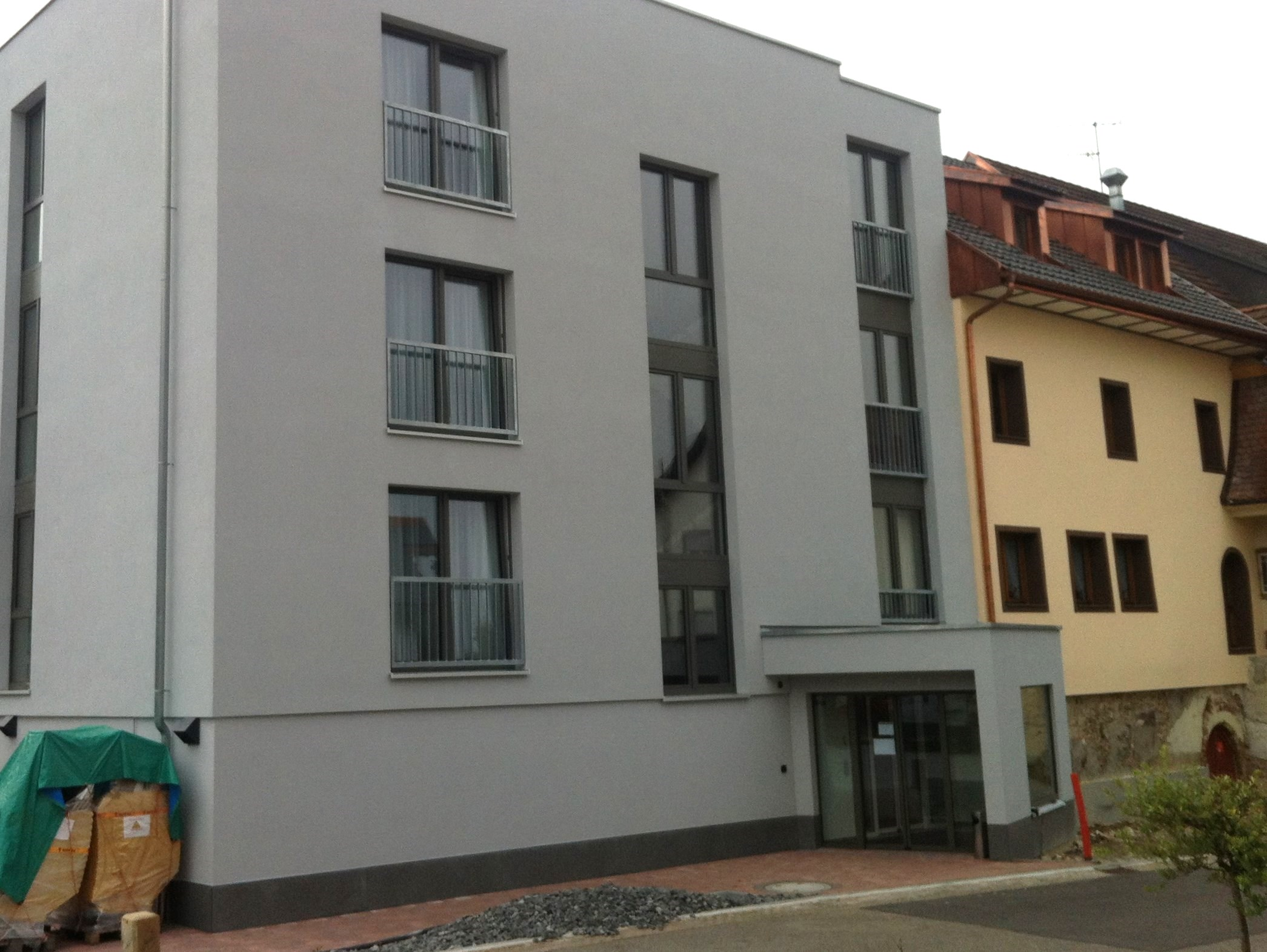
Hotelanbau, eröffnet im September 2021

## Aktuelle Erweiterung des Betriebes
2016 erwarb die Familie Hartmann das angrenzende landwirtschaftliches Anwesen, dessen „Scheune und der Stall im Herbst 2019 abgerissen werden konnte. […] Im Mai 2020 (konnte) mit dem Anbau des neuen Hoteltraktes begonnen werden. Nach den Vorgaben des Denkmalschutzes musste er sich in seiner modernen Bauweise deutlich von der historischen Bauart der bestehenden Gaststätte abheben.“ Es entstand eine eigene Hotelküche, ein Biergarten und ein Veranstaltungsraum in einem der Gewölbekeller. Seniorchef Peter Hartmann und seine Frau führen die Gaststätte weiter, eine Arbeitsplatz (Koch) und drei Ausbildungsplätze entstanden neu.

## Historische Ereignisse
Traditionell kamen die Alamannen, die ab Mitte des 5. Jahrhunderts nach dem Abzug der Römer das Land besiedelten, „zu beratenden Versammlungen an bestimmten Plätzen zum ‚Ding‘ zusammen, und auch das freie kaiserliche Landgericht tagte an diesen altherkömmlichen Dingstätten, […] bis die Gerichtstage etwa von der Mitte des 15. Jahrhunderts an vor allem bei schlechter Witterung in die Ratshäuser oder bestimmte Wirtshäuser wie den Adler in Oberlauchringen […] verlegt wurden.“
Schiedsgericht

Überliefert ist eine Versammlung im Jahre 1602 „von Vertretern des Kaisers Rudolf II., des Grafen von Sulz und der Bauern, die sich gegen letzteren wegen seiner Mißwirtschaft aufgelehnt hatten.“ (Lauchringer Chronik, S. 335). Tatsächlich musste der Graf die Herrschaft an seinen Bruder Karl Ludwig abgeben und die Regelung, der „Abschied“, wurde am 27. Januar 1603 „im Posthaus zu Oberlauchringen“ vorgenommen (Chronik, S. 39).
Besitz der Familie Würtenberger

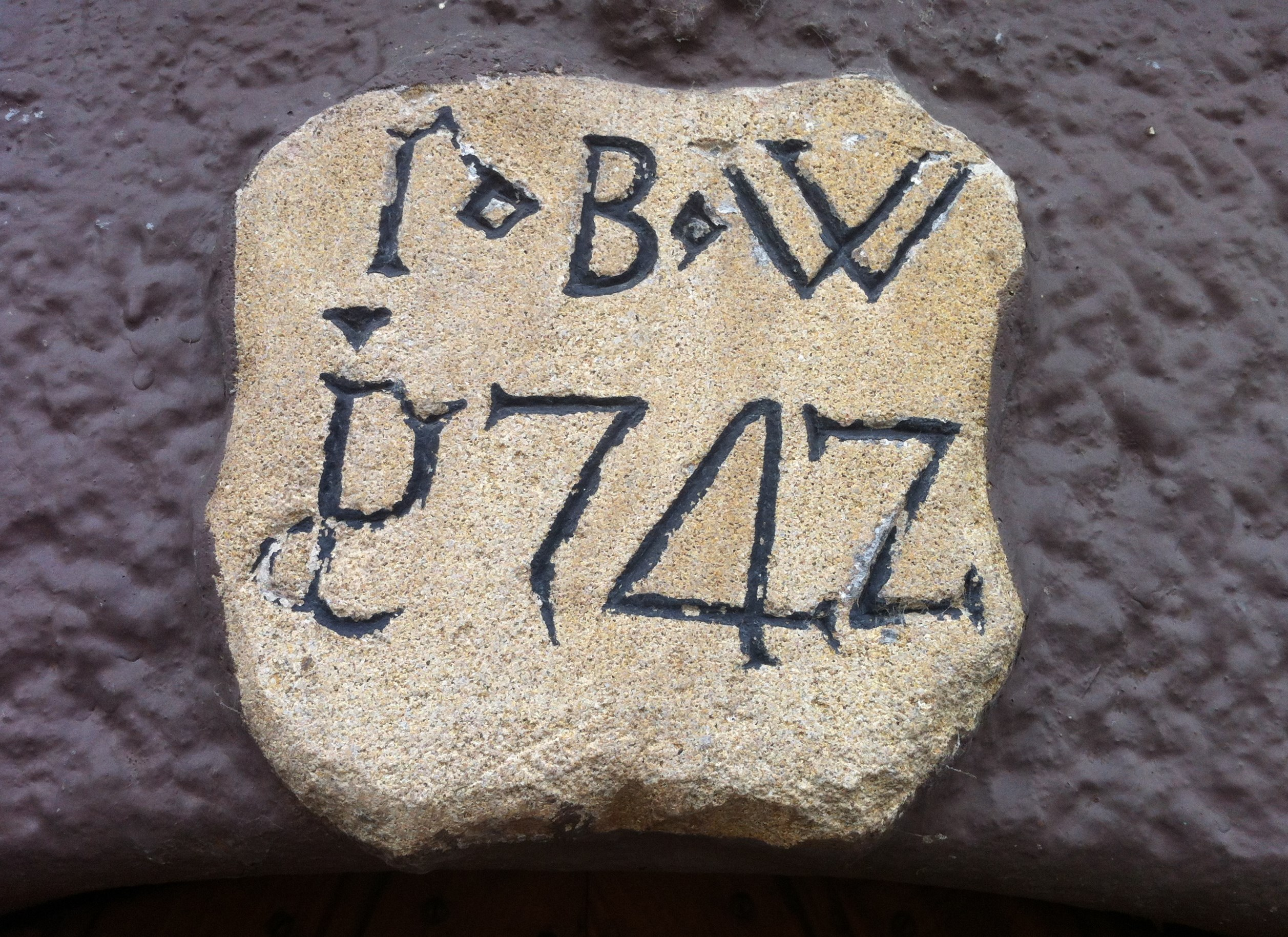
Stein über dem Tor des Gewölbekellers am Hauptgebäude

1622 ist das Anwesen genauer beschrieben, mit Gärten, Äckern und Wiesen in der Nähe, außerdem in den Gemarkungen Bechtersbohl (Rebgelände) und in Schwerzen. Das ausgedehnte Besitztum und die Kontrolle über die Zollerhebungen bedingte eine Bewirtschaftung durch Pächter und 1686 – nach der Erholung des Landes von den Verheerungen im Dreißigjährigen Krieg –
„... begann der für das traditionsreiche Gasthaus glanzvollste Zeitabschnitt seiner Geschichte im Besitz der Familie Carl Würtenberger.“ (Lauchringer Chronik, 329).
Der Stein über dem Tor zum Gewölbe des Hauptgebäudes verweist auf die Zeit im Besitz der Familie Würtenberger.
Kaiserbesuch

„Herausragendes Ereignis unter der Zeit von Johann Baptist Würtenberger war der Aufenthalt von Kaiser Joseph II. (1765–1790), der am 9. August 1781 auf der Reise von Paris nach Wien im ‚Posthaus‘ übernachtete, obwohl Posthalter von Kilian in Waldshut sich sehr darum bemüht hatte, dieser Gunst teilhaftig zu werden.“

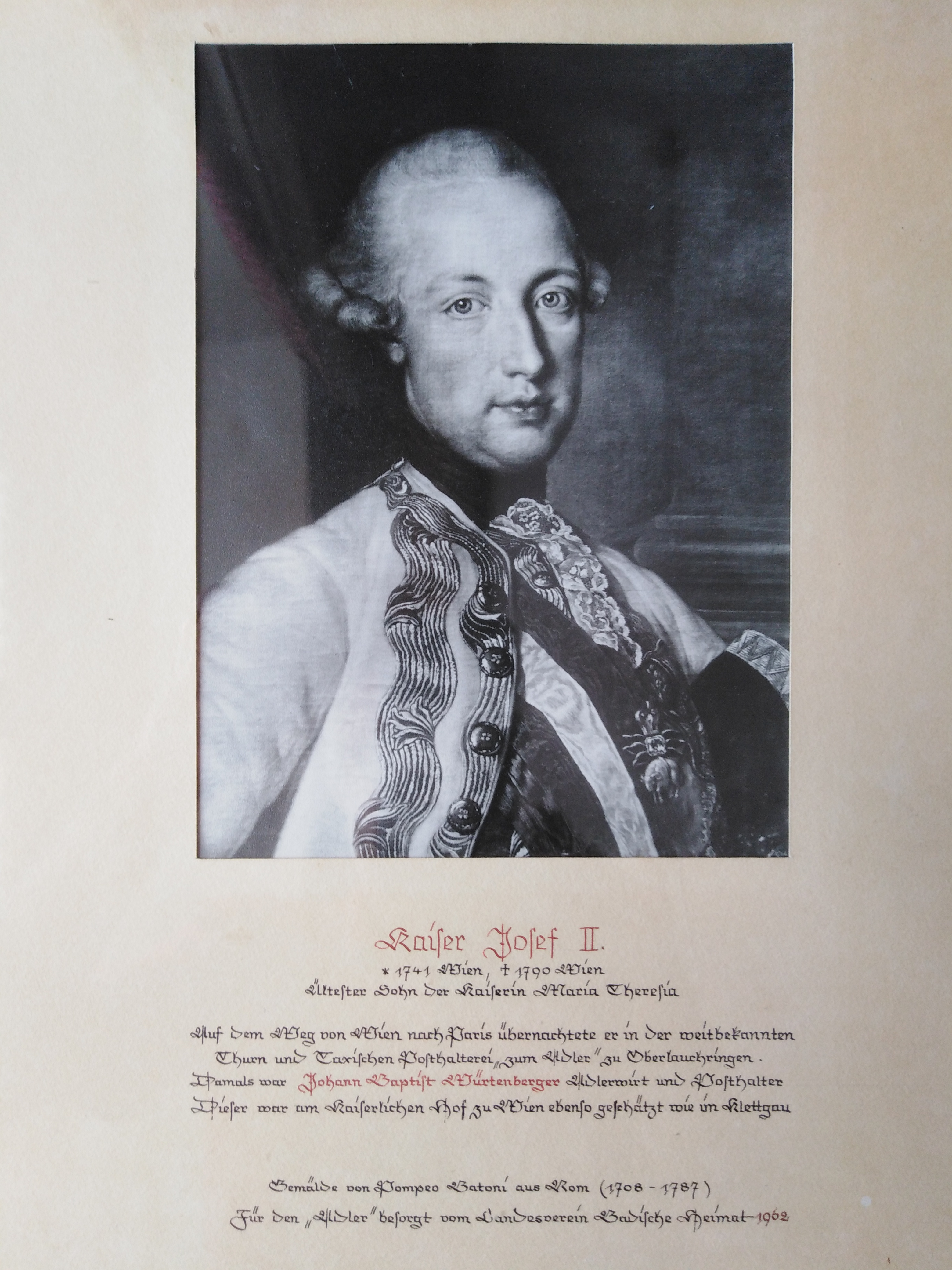
Gedenkblatt zum Kaiserbesuch im Adler mit Porträt von Pompeo Batoni

Hier wirkte auch die ältere Tradition der ländlichen Stützpunkte der Reichsorganisation nach, denn die Meldereiter waren Tag und Nacht unterwegs und die Städte schlossen des Nachts ihre Tore. Der Posthalter Johann Baptist Würtenberger war – laut Text zum Kaiserporträt – „am Kaiserlichen Hof zu Wien ebenso geschätzt wie im Klettgau.“ Auch dies bewog den Kaiser, der auch kein Aufsehen um seine Person liebte, wohl zum Aufenthalt im Adler.

## Geschichte
Das Gasthaus hat als Station und Herberge noch eine ältere, bis in die Frühzeit reichende Geschichte, denn die Lage zwischen einem Übergang über die Wutach und dem früher flussartigen Bach aus der Landschaft Klettgau führte auch zwei uralte Handelswege zusammen, die beide über archäologische Befunde aus der Römerzeit angenommen werden können.
Überlegungen der Heimatforschung

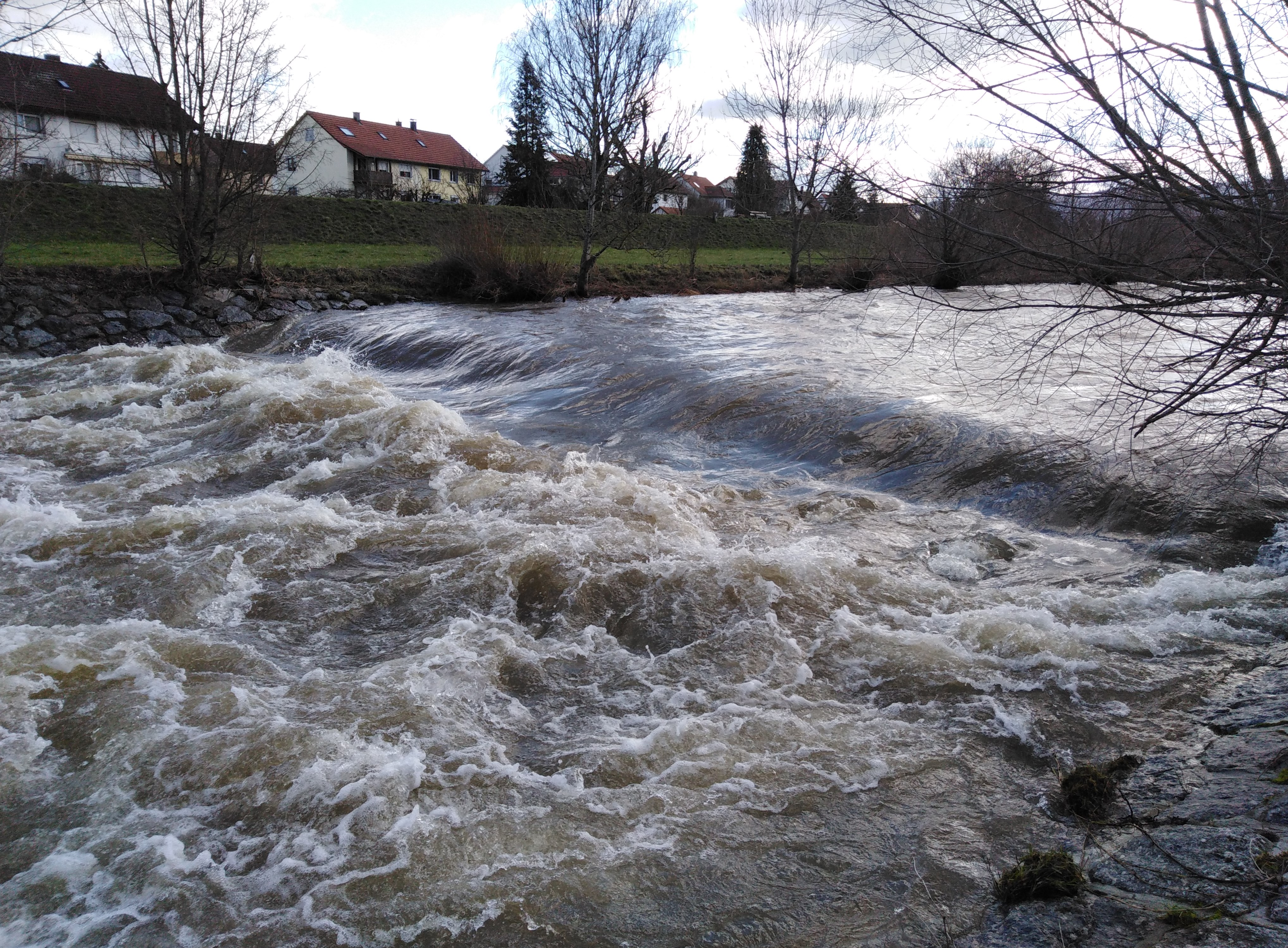
Die regulierte Wutach der Gegenwart

Da die Wutach bis zu ihrer Regulierung 1816 häufig ein ‚reißendes‘ Hochwasser führte (Namensbedeutung: die „wütende Ach“), waren Händler mit ihren Transportwagen, Reisende und Reiter an der Furt oft zu Wartezeiten gezwungen. Meldereiter benötigten auch Pferdewechsel und Ablösungen. Die Stelle war auch nicht zu umgehen, denn das Gelände zwischen den beiden heutigen Lauchringen-Orten war weitläufig versumpft. Erst 1770 konnte eine „feste Wagenbrücke“ gebaut werden.
Die Süd-Nord-Verbindung war Teil der römischen Heeresstraße aus dem Voralpenland (Vindonissa), dem Rheinübergang bei Bad Zurzach/Schweiz (Tenedo) nach Rottweil (Arae Flaviae). Die Ost-West-Verbindung gewann erst im späteren Mittelalter an Bedeutung und wurde nach der Wutachregulierung 1816 zur Hauptverbindung (Bodensee-Schaffhausen-Basel).

### Habsburger Urbar
Die erste schriftliche Überlieferung ist das Habsburger Urbar, ein Eigentumsverzeichnis („Rechte und Einkünfte“), das zwischen 1303 und 1308 nach einer Anordnung des Habsburger Königs Albrecht I. erstellt worden war. Hier ist zu Oberlauchringen eine „dafern“ verzeichnet, eine mit dem „Tafernrecht“ ausgestattete Einrichtung, die sich in herrschaftlichem Besitz befand. Die Region stand unter der Herrschaft der Freiherren von Krenkingen, doch das Haus war habsburgisches „Eigen gewesen und eines der ältesten Wirtshäuser des Landes.“ Es kann angenommen werden, dass der Ort bereits Jahrhunderte zuvor Teil der Stationen („Eigengüter“) der Reichsherrschaft war. Unter den Franken, den Karolinger-Königen und Kaisern waren bereits im Mittelalter ehedem römische Bauten in ein eigenes „Verkehrsnetz“ einbezogen worden. Eine wichtige Funktion war der Pferdewechsel für Meldereiter.
Nur zwei Jahrzehnte vor der Erstellung des Habsburger Urbars endete die berüchtigte „kaiserlose Zeit“ der Willkürherrschaft lokaler Ritter und des Adels, unter denen Bauern und Klöster zu leiden hatten, durch das energische Vorgehen des Grafen Rudolf, der auch im Klettgau und Südschwarzwald zahlreiche Burgen zerstörte und 1273 zum deutschen König gewählt wurde bzw. sich als König durchsetzte. Da sich Habsburg danach schon rasch als ‚Großmacht‘ entwickeln konnte, wurde auch die rechtliche Organisation des Reiches zur Notwendigkeit. Es ist ein ‚kleines Wunder‘, dass dieses Dokument erhalten blieb:
Die Bedeutung des Habsburger Urbar für die Raumschaft zeigt sich auch darin, dass ein Klettgaugraf es 170 Jahre später abschreiben ließ: Der Bruder von Alwig X. von Sulz, Graf Rudolf IV., beauftragte eine Abschrift. Das Urbar war bei der Zerstörung der Burg Stein bei Baden im Jahr 1417 mitsamt dem ganzen Archiv der Österreicher von den Eidgenossen nach Luzern verbracht worden. Die Abschrift wurde in den Jahren 1479 bis 1480 zunächst durch Diebold Schilling d. J. und danach durch den Schreiber der Innsbrucker Raitkammer angefertigt.
Zollstation

Die nächste Erwähnung der ‚Taverne‘ stammt aus dem 15. Jahrhundert und sie charakterisiert auch eine Dezentralisierung: es veräußerte die Grafenfamilie Sulz 1441 „die Täfren zu obern Loucheringen“ an Hans Schach den Älteren, Bürger zu Laufenburg, gegen bare 125 Goldgulden.
Infolge der wirtschaftliche Entwicklung waren in diesen Zeiten die Städte als Machtfaktoren präsent und an exponierten Punkten der Landesgrenzen wie Flussbrücken waren Zolleinnahmen zu erzielen. So war der Adler Zollstation zwischen der Landgrafschaft Stühlingen und der Landgrafschaft Klettgau.

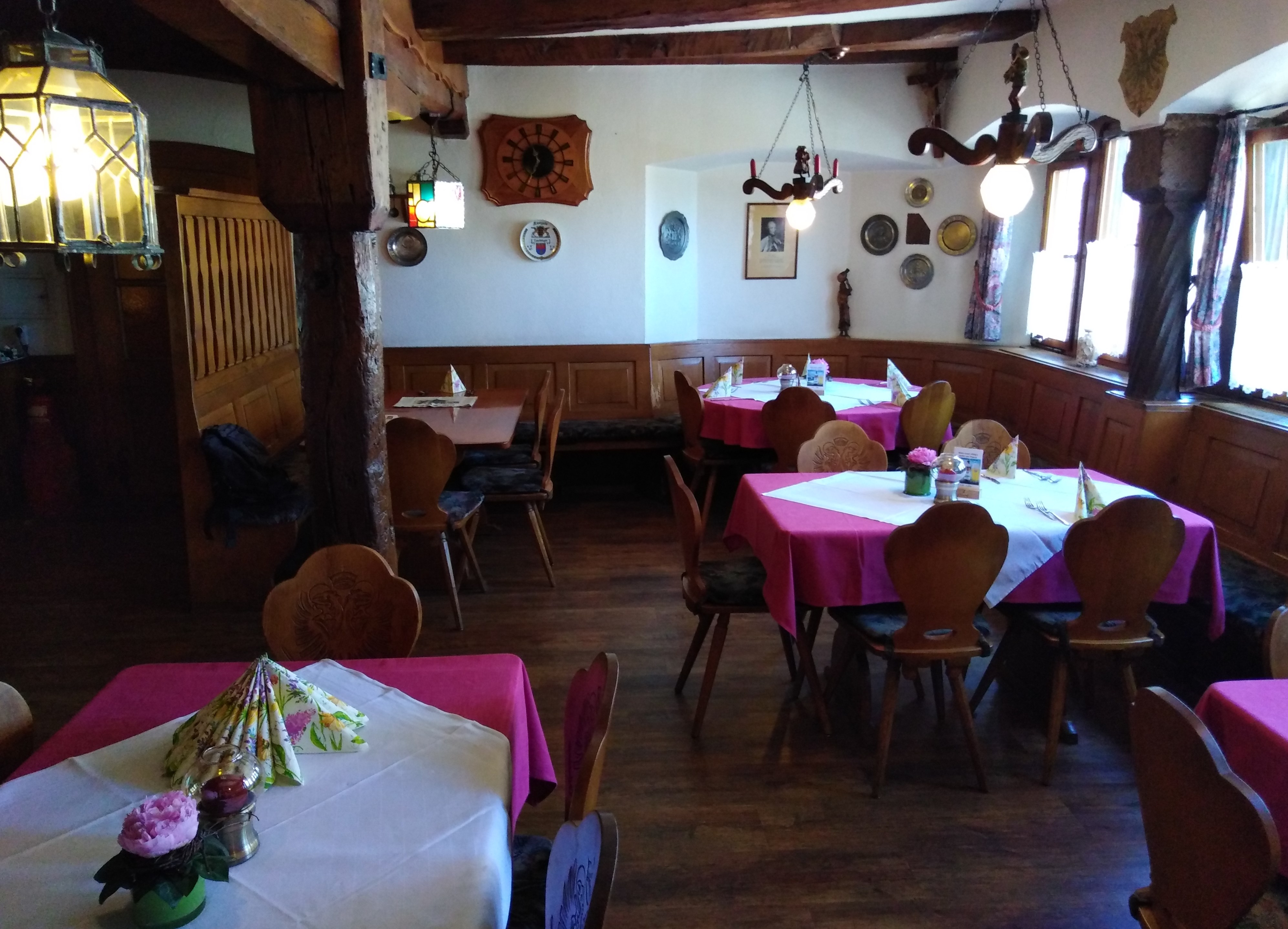
Die seit 1578 bestehende, knapp 450 Jahre alte Wirtsstube heute

### Unter den Grafen von Sulz
Im Europa der territorial wachsenden Nationalstaaten ab dem 15. Jahrhundert wurde die Einrichtung eines zuverlässigen Nachrichten- und Transportwesens immer wichtiger – für Politik und Militär und zunehmend für die großen Handelshäuser, etwa die Fugger in Augsburg. In diesem Rahmen wird der Adler dann als Poststation ausgebaut worden sein.
Der Bauherr im Jahr 1578 ist nicht sicher zu ermitteln, denn nach dem Tod des Landgrafen Alwig von Sulz (1572) waren seine Söhne noch minderjährig, so dass eine Vormundschaftsregierung mit dem Grafen Heinrich von Fürstenberg-Heiligenberg und dem Grafen von Helfenstein die Regierung der Landgrafschaft bis 1583 übernahm. Die unmittelbaren Landesherren fielen somit als Bauherren aus. Sie blieben allerdings Eigentümer des Adler und sind trotz einer Erblehenvergabe 1551 bis zum endgültigen Verkauf an die Familie Würtenberger am 23. Dezember 1686 als Besitzer geführt. Carl Würtenberger musste lediglich weiter Wein der Grafen abnehmen und eine Pauschale auf die Zolleinnahmen abführen. Die Würtenberger führten den Adler als Posthalterei, Tagungsstätte, Zolleinnahmestation, Getreidehandel und Wirtschaft sowie umfangreichen Anbauflächen bis zum Jahr 1855. Der Verkäufer, Graf Johann Ludwig II. von Sulz, starb 1687 und war der Letzte seines Geschlechts.

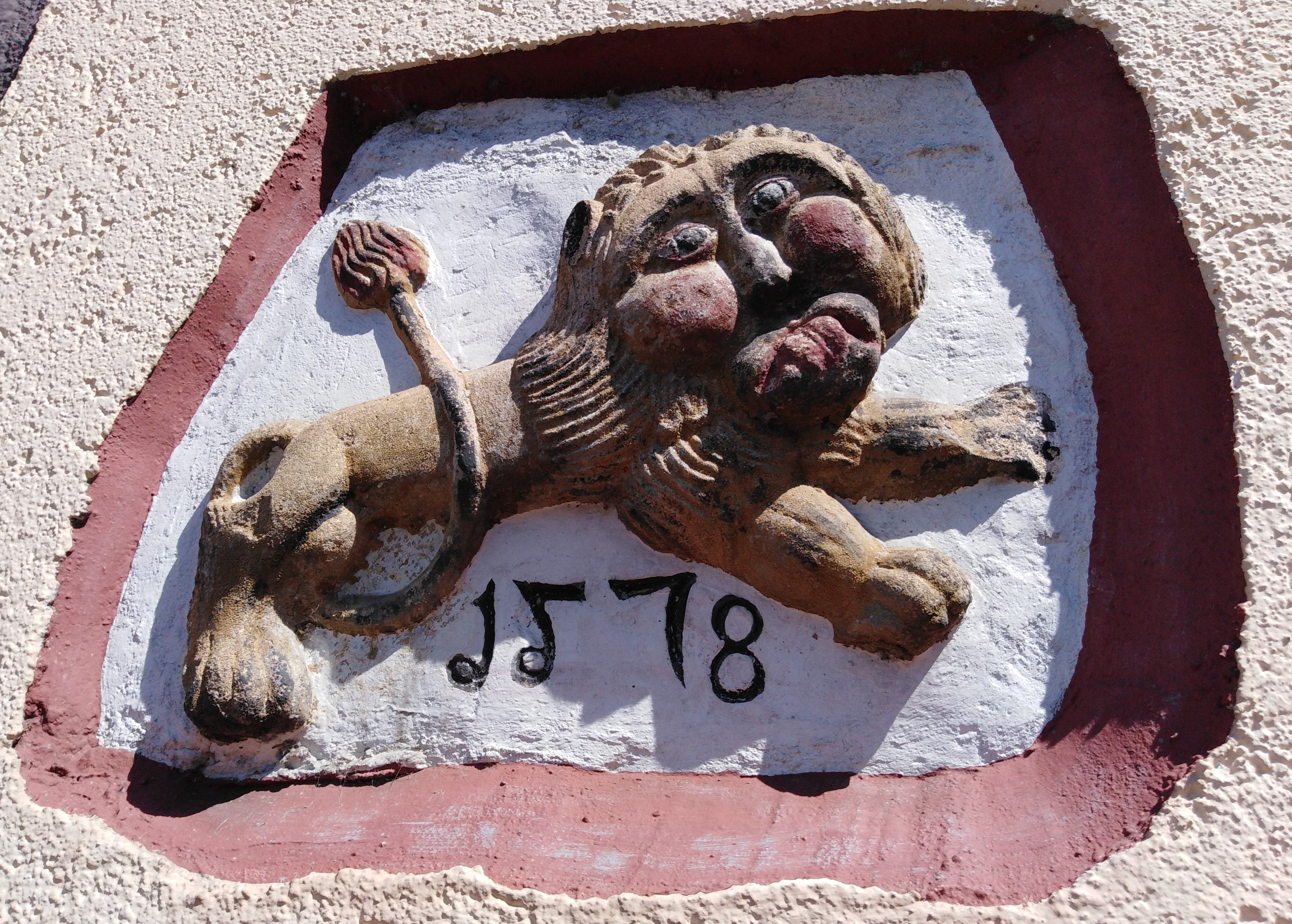
Löwe als Hinweis auf den Bauherren des Umbaus zur Poststation

### Umbau zur Poststation
Viel spricht dafür, dass das Gebäude 1578 in der Vorbereitungszeit der Kaiserlichen Reichspost um- oder neugebaut worden war – zu einem Verkehrsnetz, das zwar erst ab 1595 gegründet, jedoch schon im Vorfeld zur Ablösung der sogenannten Botenanstalten der Städte eingerichtet wurde. Damit war bereits das italienische Adelsgeschlecht der Taxis betraut, die ab 1650 zu den Grafen von Thurn und Taxis erhoben wurden und in ihrem Wappen auch einen Löwen führten. Zum Symbol der Post wurde jedoch der Doppeladler.

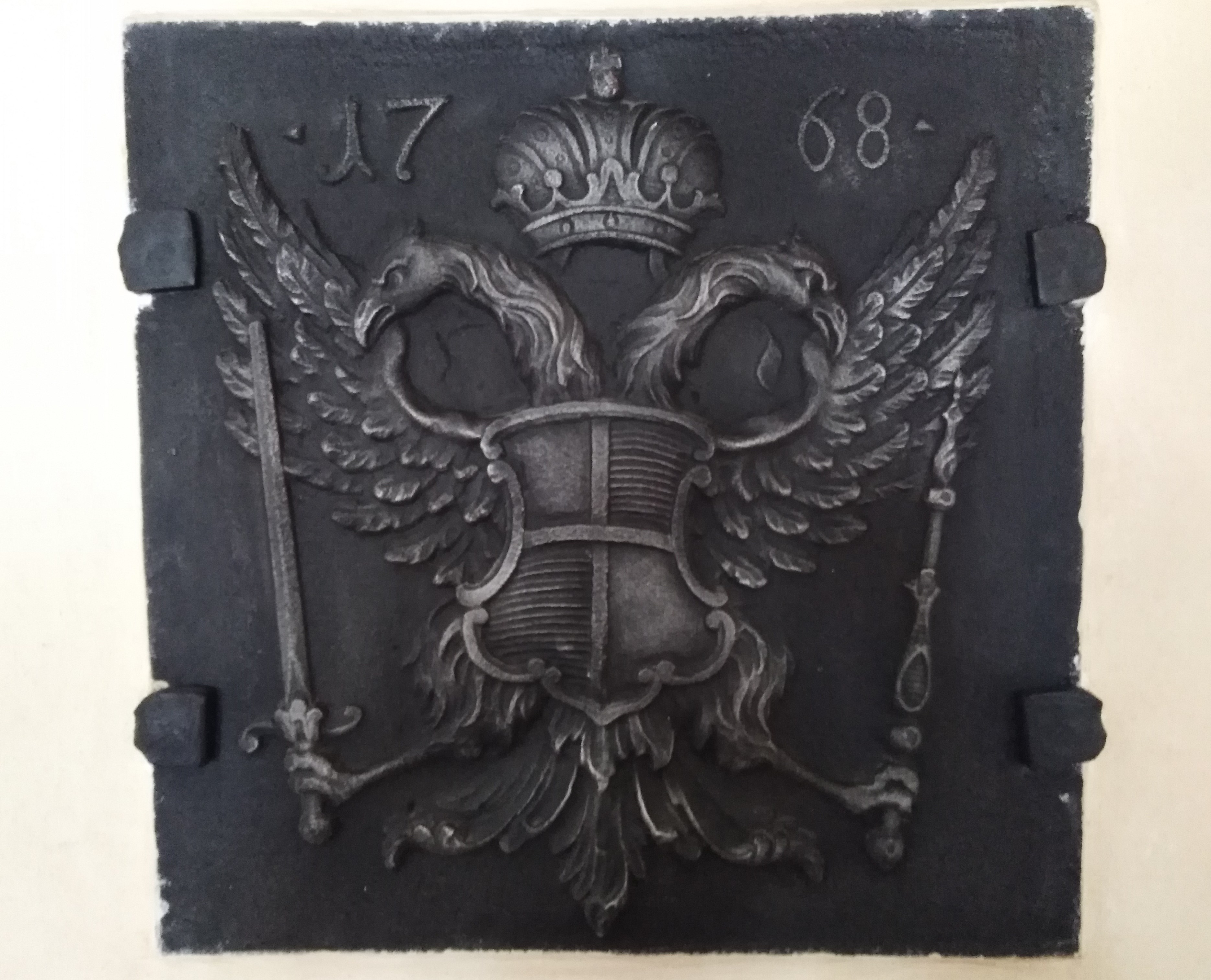
Wappenschild der Kaiserlichen Reichspost im Gasthaus

Der Doppeladler geht auf Kaiser Sigismund und das Jahr 1433 zurück – in einer Übergangsphase symbolisierte der einfache Adler den römisch-deutschen König, der doppelköpfige den Kaiser. Maximilian führte den Doppeladler im Wappen, der schließlich auch zum Symbol der Reichspost wurde.
Die Kaiserliche Reichspost war das erste reichsweite Postunternehmen im Heiligen Römischen Reich. Begründet wurde sie durch ein Postregal Rudolfs II. und sie stand damit offiziell unter dem Schutz des Kaisers. In Kriegszeiten erhielten die Poststationen eine Salvaguardia [Schutzbrief mit Privilegien und Freiheiten], die sie vor Übergriffen schützen sollte. Betreiber der Kaiserlichen Reichspost waren Mitglieder der Familie der Taxis, die sich ab 1650 mit kaiserlicher Genehmigung in Thurn und Taxis umbenannten und bis 1811 ohne Unterbrechung die Generalpostmeister stellten. Nach der Gründung des Großherzogtums Baden 1806 wurde die Kaiserliche Reichspost bald darauf von der Badischen Post weitergeführt.

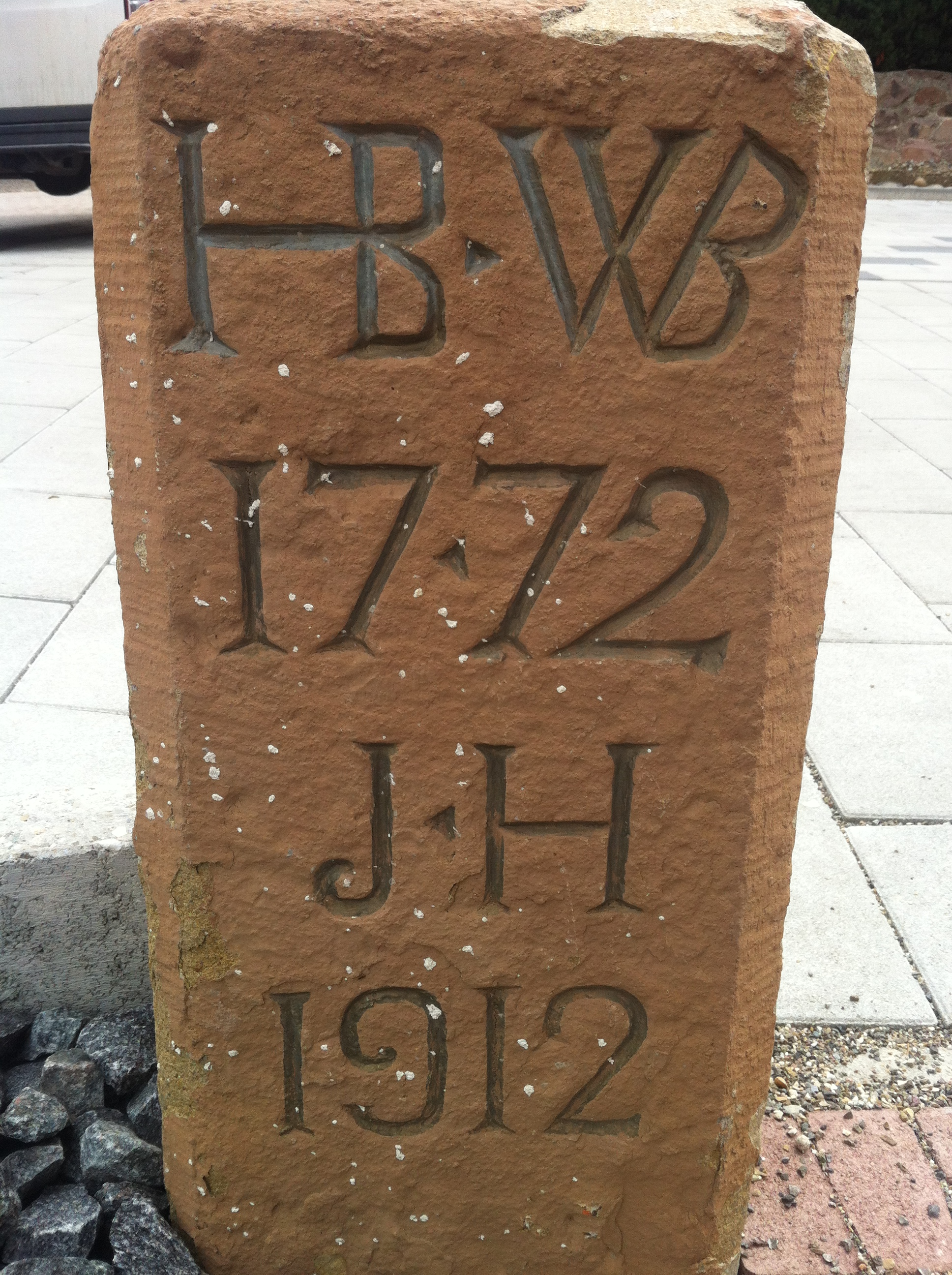
Markstein beim Gasthof – Bedeutung derzeit unklar

Ein während des Baus des Hoteltraktes aufgefundener Markstein weist Kürzel und Jahreszahlen aus, die bislang noch nicht sicher gedeutet sind.

„Aus der weiteren Geschichte der Oberlauchringer Post ist zu berichten, daß […] die Pferdeposten nach dem Bau der Eisenbahn (gemeint ist die Hochrheinbahn) (1861) eingestellt (wurden), im Klettgau aber verkehrten nach wie vor die Landkutschen, (Autos gab es noch nicht) wie eine auf einem Bild im Adler zusammen mit der Brautfuhre von Müller Etspüler von Küßnach noch zu sehen ist. Im Jahre 1872 wurde die Badische Post von der Deutschen Reichspost übernommen.“

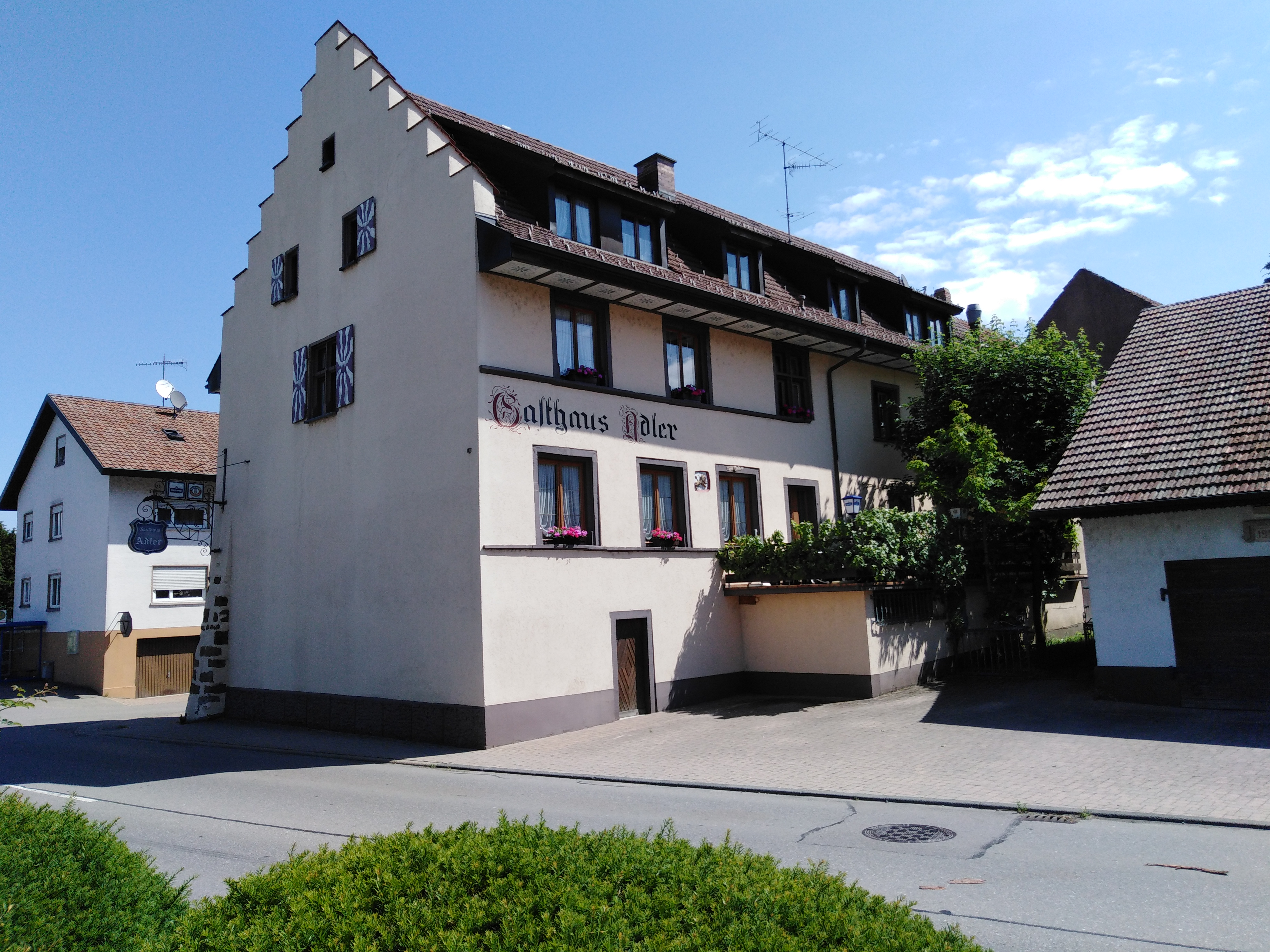
Südwest-Seite des Adler mit Löwenwappen 1578 bei der Terrasse

Gegen Ende des 19. Jahrhunderts wurde die in eine Postagentur umgewandelte Posthalterei in ein benachbartes Anwesen verlegt. Damit endete die ‚Mehrfachfunktion‘ des Gebäudekomplexes.

### 20. Jahrhundert
„Im Jahre 1910 erwarb Eugen Frey vom Eichberg zusammen mit seiner Frau Maria das Gasthaus und betrieb es mit neuer Konzession“ ab 30. August 1910. Nach seinem Tod 1927 „führte seine Frau Maria den Betrieb weiter bis zur Übergabe an im Jahr 1951 an die Tochter Frieda Hartmann, geborene Frey, (die Witwe des Jakob Hartmann aus Lauchringen, der im Jahr 1944 im Zweiten Weltkrieg gefallen ist). Im Jahr 1969 übernahmen deren Sohn Ernst Hartmann und seine Frau Alma, geborene Ritter, das Gasthaus Adler bis zur Übergabe an ihren Sohn Peter und seine Frau Maria Hartmann im Jahre 1988.“